# Stichtoptychus
Stichtoptychus là một chi bọ cánh cứng thuộc họ Ptinidae.

## Các loài
Có 13 loài được mô tả trong chi Stichtoptychus:
- Stichtoptychus agonus Fall, 1905 i c g b
- Stichtoptychus aurantiacus White g
- Stichtoptychus elegans White g
- Stichtoptychus elongatus White g
- Stichtoptychus fulgidus White g
- Stichtoptychus megalops White g
- Stichtoptychus mexambrus Spilman, 1971 g
- Stichtoptychus ocellatus White g
- Stichtoptychus ornamentus White g
- Stichtoptychus platyops White g
- Stichtoptychus rubidus White g
- Stichtoptychus vittatus White g
- Stichtoptychus volutus White g

Data sources: i = ITIS, c = Catalogue of Life, g = GBIF, b = Bugguide.net